# Psammasellus capitatus
Psammasellus capitatus là một loài chân đều trong họ Asellidae. Loài này được Braga miêu tả khoa học năm 1968.